# Johann Ernst Wilhelm von Nesselrodt
Johann Ernst Wilhelm von Nesselrodt (getauft 2. Juli 1685 in Krauthausen, Thüringen; † 24. Februar 1761 ebenda) war ein deutscher Adliger.

## Leben
Johann Ernst Wilhelm von Nesselrodt wurde als Sohn des Ernst Friedemann von Nesselrodt (1651–1686) und seiner Gattin Lucia Johannetta, geb. von dem Brinck, geboren. Der Vater verstarb schon in seinem ersten Lebensjahr. Seine Mutter verheiratete sich später erneut. Ihr zweiter Ehemann und somit Stiefvater des Johann Ernst Wilhelm war der Major Heinrich Ulrich Wilhelm von Grothausen zu Großburschla. Nesselrodt hatte noch eine leibliche Schwester, Elisabetha Christina Maria.
Johann Ernst Wilhelm von Nesselrodt ging in den Militärdienst und wurde schließlich zum Sachsen-Eisenachischen Landeshauptmann und Senior der Eisenachischen Landschafts-Deputation ernannt.
Nesselrodt heiratete Christiana Antonia von Pfuhl (* 21. Februar 1695; † zwischen 1750 und 1755), die Tochter des Curt Christoph von Pfuhl zu Seeben und Mildenstein und seiner Frau Catharina Louysa von Öppen. Gemeinsam hatten sie 14 Kinder, wovon die meisten jedoch das Erwachsenenalter nicht erreichten. Zu seinen Söhnen gehörte der Oberst und Landschaftsdeputierte der Ritterschaft Wilhelm Friedrich Leberecht von Nesselrodt, mit dessen Tod 1799 das Geschlecht im Mannesstamm erlosch.
Johann Ernst Wilhelm von Nesselrodt besaß die Rittergüter Krauthausen und Lengröden nur zur Hälfte, da bereits 1641 die andere Hälfte an Otto Ludolph von Uslar übertragen worden war, der eine Nesselrodt geehelicht hatte und der diesen Besitz wiederum an die Burggrafen von Kirchberg veräußerte. Johann Ernst Wilhelm von Nesselrodt ließ auch das Krauthäuser Schloss errichten, welches zwischen 1710 und 1716 entstand und 1946 abgerissen wurde. Die Wappen des Erbauers und seiner Gattin befanden sich über dem Eingangsportal.

## Ehrungen und Auszeichnungen
- 1746: Hausorden vom Weißen Falken von Sachsen-Weimar-Eisenach[3]